# Remo Forrer
Remo Forrer (ur. 5 września 2001) – szwajcarski piosenkarz.
Zwycięzca trzeciej edycji The Voice of Switzerland (2020). Reprezentant Szwajcarii w 67. Konkursie Piosenki Eurowizji (2023).

## Życiorys
Forrer mieszka w gminie Hemberg w Szwajcarii. Od dziecka grał na instrumentach takich jak: akordeon, flet oraz pianino. W listopadzie 2019 wziął udział w przesłuchaniach do programu The Voice of Switzerland, a 6 kwietnia 2020 zwyciężył program. 
20 lutego 2023 ogłoszono, że Remo został wybrany wewnętrznie przez szwajcarskiego nadawcę SRG SSR do reprezentowania Szwajcarii w 67. Konkursie Piosenki Eurowizji z piosenką „Watergun”, którą wydano 7 marca. 9 maja wystąpił jako ósmy w kolejności w pierwszym półfinale konkursu i z siódmego miejsca zakwalifikował się do finału, który został rozegrany 13 maja. Zajął w nim 20. miejsce po zdobyciu 92 punktów, w tym 31 pkt od telewidzów (18. miejsce) i 61 pkt od jurorów (14. miejsce).